# 陳賓 (建文進士)
陳賓（1373年—？），字文獻，河南懷慶府河內縣人，民籍，明朝政治人物。進士出身。

## 生平
府學生，河南鄉試第四十六名。建文二年（1400年）庚辰科會試第八十四名，殿試登進士三甲。

## 家族
曾祖父陳圭、祖父陳寬，父亲陳福聚。